# Mănăstirea Cocoșu
Mănăstirea Cocoșu este o mănăstire din România situată în comuna Niculițel, județul Tulcea.

## Istorie

### Secolul al XIX-lea

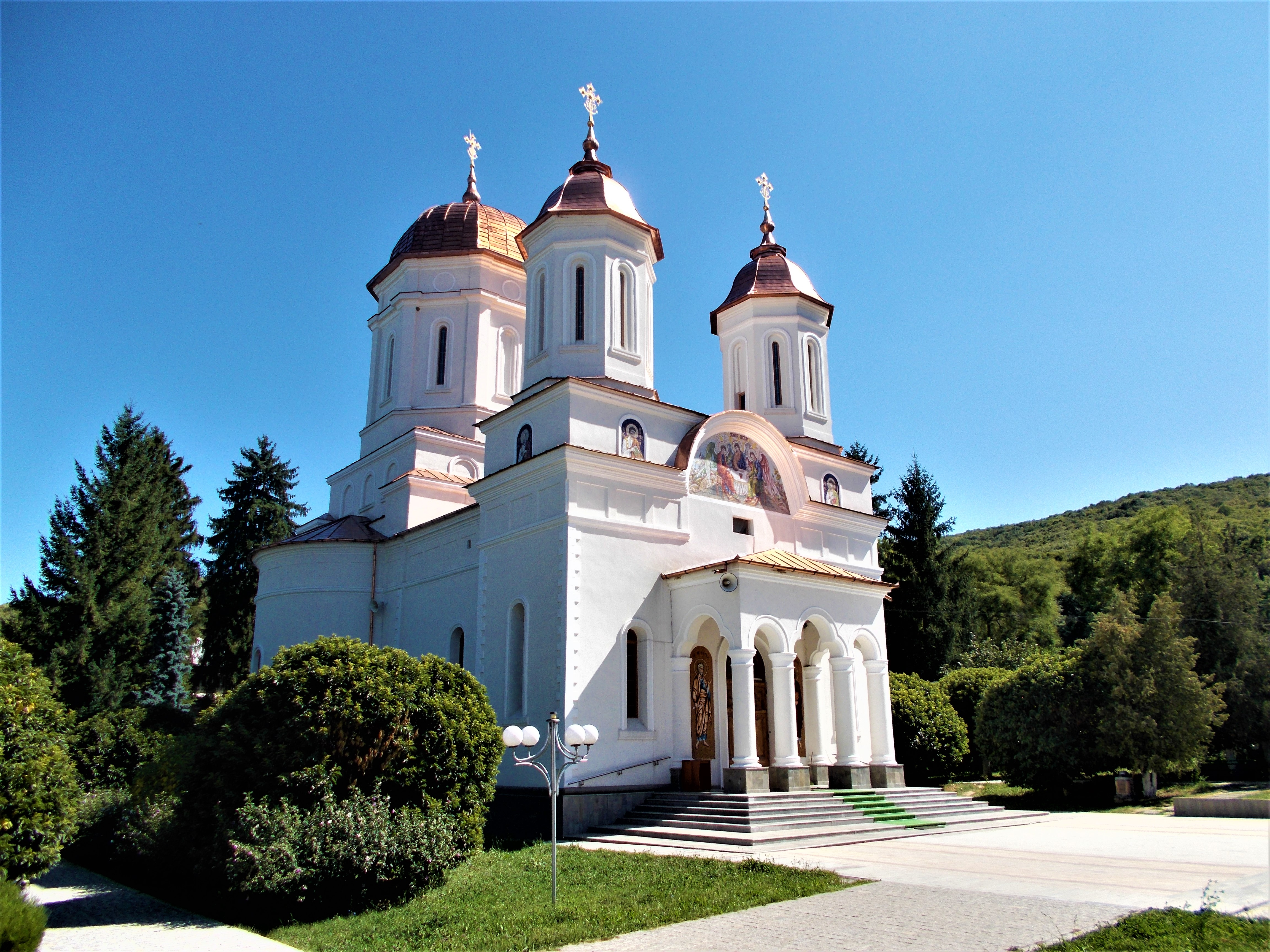
Biserica „Adormirea Maicii Domnului”

Mănăstirea Cocoșu a luat ființă pe raza comunei Niculițel în anul 1833, pe locul unde în a doua jumătate a secolului al XVII-lea exista un schit de sihastrii. Denumirea și-a luat-o de la "Dealul Cocoșului", din apropiere.
Întemeietorul mănăstirii a fost arhimandritul Visarion, român de prin părțile Făgărașului, ajutat de ucenicii săi Gherontie și Iasaia.
Întors în țară după o ședere de șapte ani la mănăstirile de la Muntele Athos, Visarion a dorit să întemeieze o mănăstire. Impresionat de frumusețea locurilor de la Dealul Cocoșului, de pădurile de tei din preajmă, a răscumpărat locul de la o proprietate musulmană.
Sprijinit de românii din zonă și de oierii transilvăneni veniți cu turmele la transhumanță, cei trei călugări au construit o biserică de formă dreptunghiulară. În anul 1841 autoritățile otomane au încuviințat funcționarea mănăstirii.
Reparată între anii 1842 și 1846, biserica a funcționat până în anul 1910, când a fost demolată, iar pe același loc s-a ridicat o nouă biserică.
Revenirea Dobrogei la vechea Românie în 1878, a deschis și mănăstirilor din dreapta Dunării un cadru nou de afirmare și dezvoltare a activității lor.

### Secolul al XX-lea
În anul 1910, vechea biserică a fost demolată și s-a început construcția actualului lăcaș de cult, lucrarea fiind realizată între 1911-1913, după planurile arhitectului Toma Dobrescu.
La mănăstire s-a adus o tipografie și s-au înființat diferite ateliere pentru realizarea de obiecte bisericești. Ocupația bulgaro-germano-turcă din 1916-1918 a însemnat și pentru Mănăstirea Cocoșu o perioadă deosebit de grea, jafurile și distrugerile neocolind valorile și celelalte bunuri ale comunitătii monahale românesti.
După revenirea în toamna anului 1918 a administrației românești în regiune, s-a întocmit un plan de refacere și completare a clădirilor mănăstirii. S-a construit corpul de chilii cu etaj și balcoane. În timpul cutremurului din 10 noiembrie 1940 mănăstirea a avut multe de suferit, iar un incendiu produs la 27 iulie 1946 a distrus clopotnița și a provocat topirea clopotelor. Biserica și clopotnița au fost restaurate în anii 1954-1955. Ulterior s-au refăcut chiliile cu etaj, precum și așa numitele "chilii turcești", rămase din construcțiile ridicate de starețul Visarion.
În 13 august 1956 a fost internat aici cu domiciliu obligatoriu mitropolitul unit Alexandru Rusu, după eliberarea sa din închisoarea Sighet, unde a fost deținut după desființarea Bisericii Române Unite cu Roma, respectiv mănăstirile ortodoxe de la Curtea de Argeș și Ciorogârla. La sfârșitul anului 1956 mitropolitul Rusu a fost scos de la Mănăstirea Cocoșu, condamnat la 25 de ani de închisoare și dus în arestul închisorii Gherla, unde a decedat.
Un moment deosebit în viața mănăstirii a avut loc în anul 1973, când au fost depuse aici moaștele sfinților martiri Zoticos, Attalos, Kamasis și Filippos, descoperite în incinta bazilicii de la Niculițel.

### Prezent
Astăzi Mănăstirea Cocoșu constituie un important centru monahal și totodată un obiectiv turistic de real interes ce nu trebuie ocolit de niciun turist iubitor al trecutului și frumuseților regiunii dintre Dunăre și Marea Neagră.

## Galerie de imagini

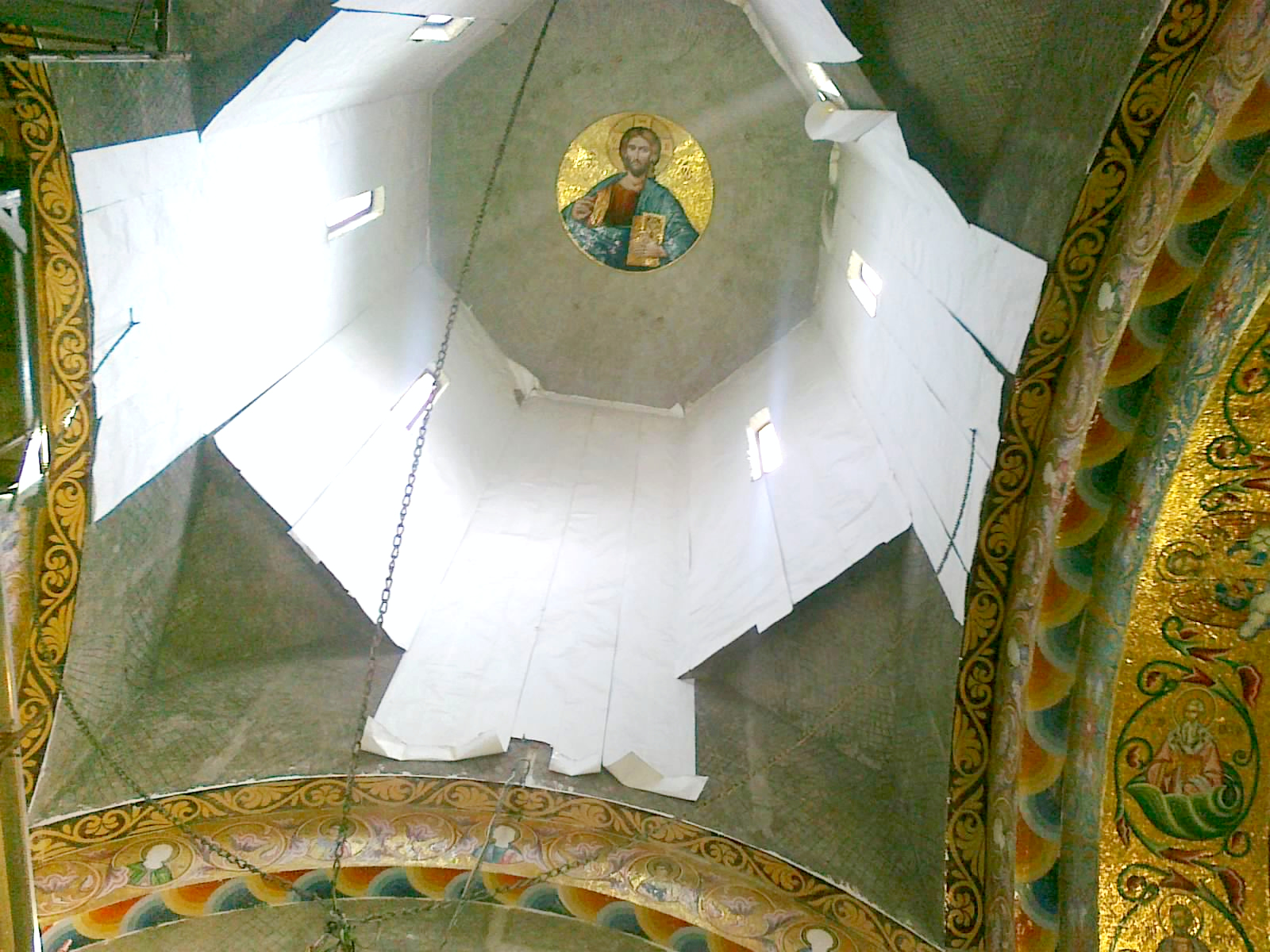
Interiorul Bisericii
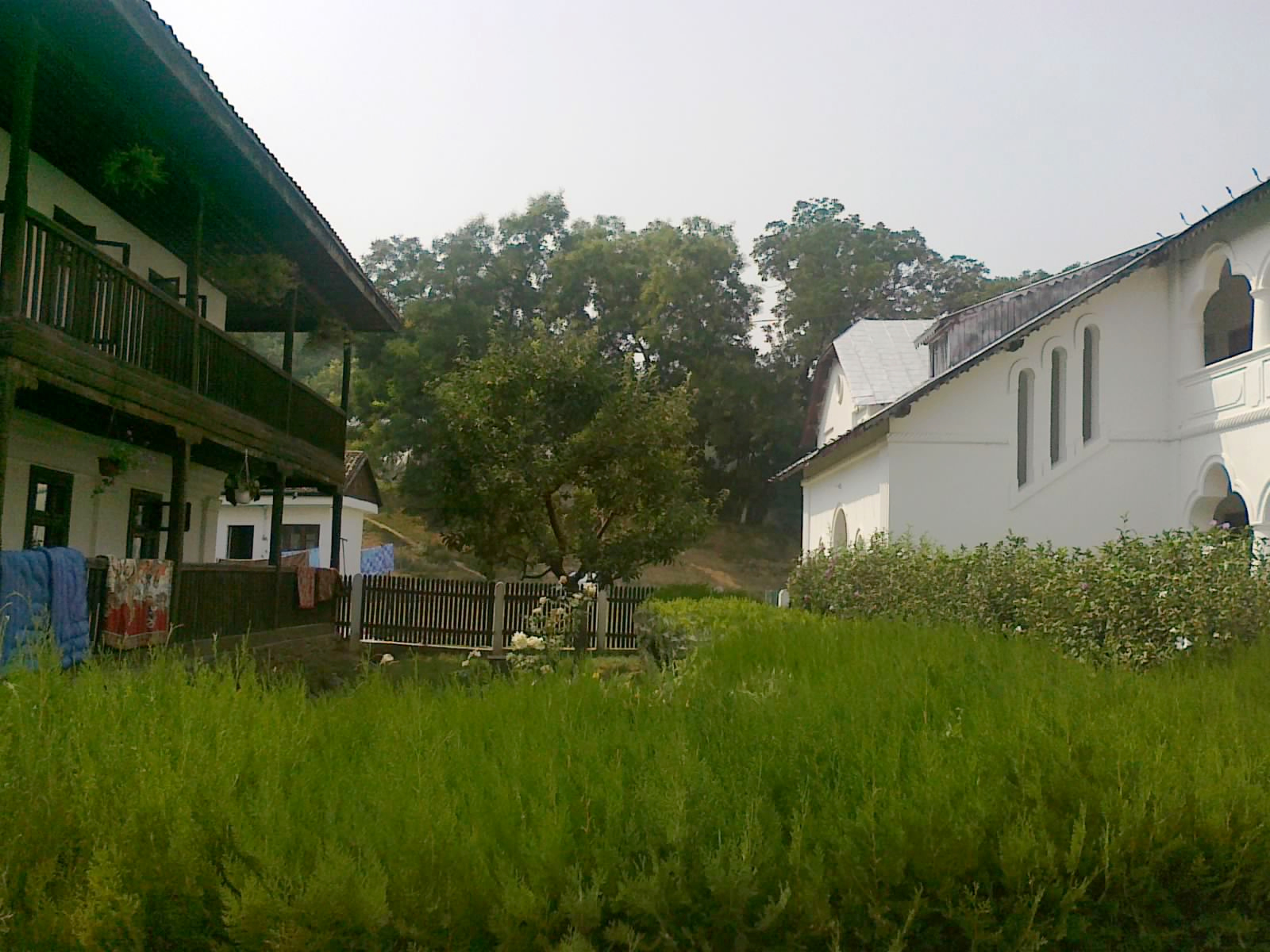
Curtea mănăstirii
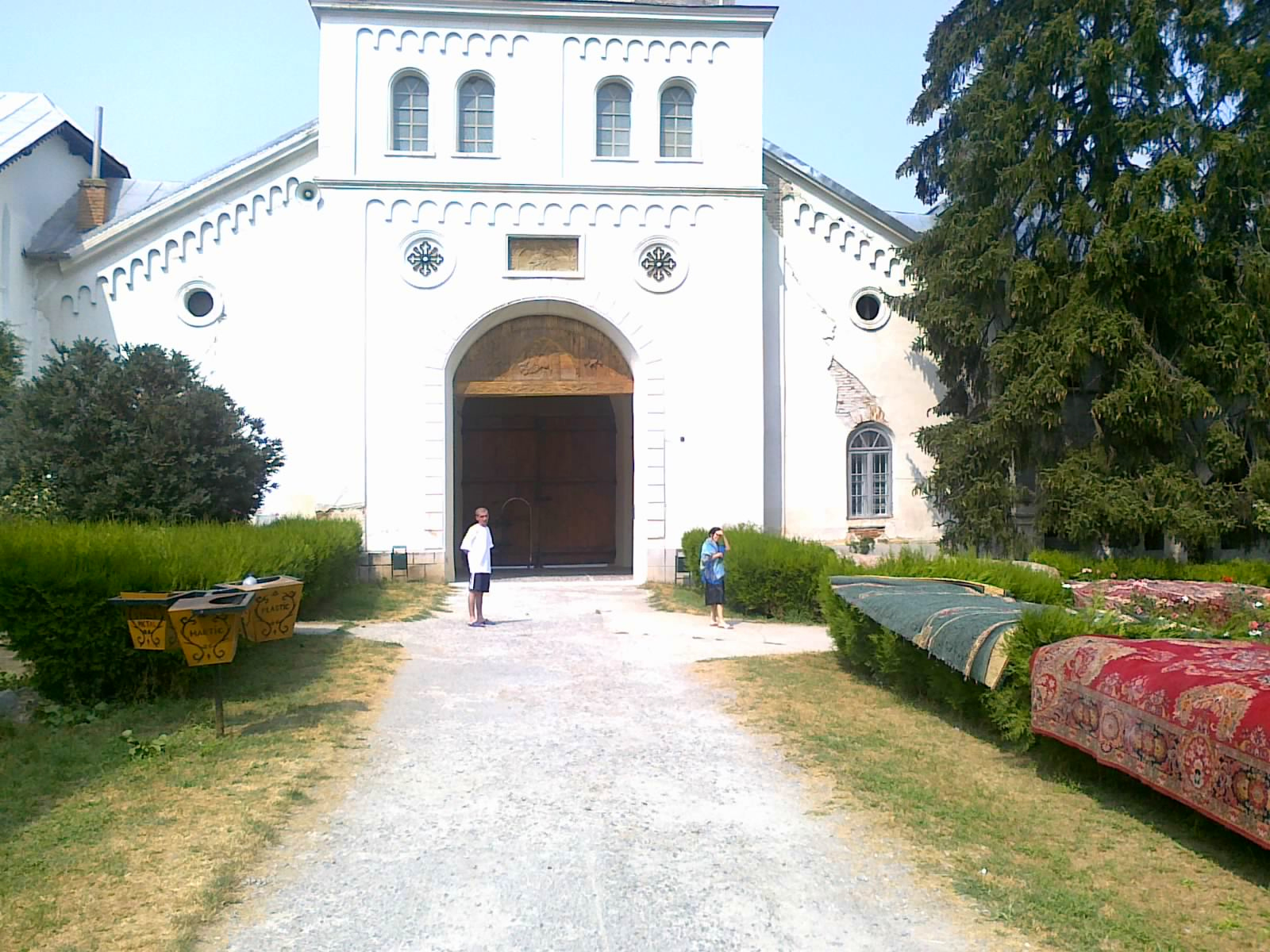
Intrarea în mănăstire
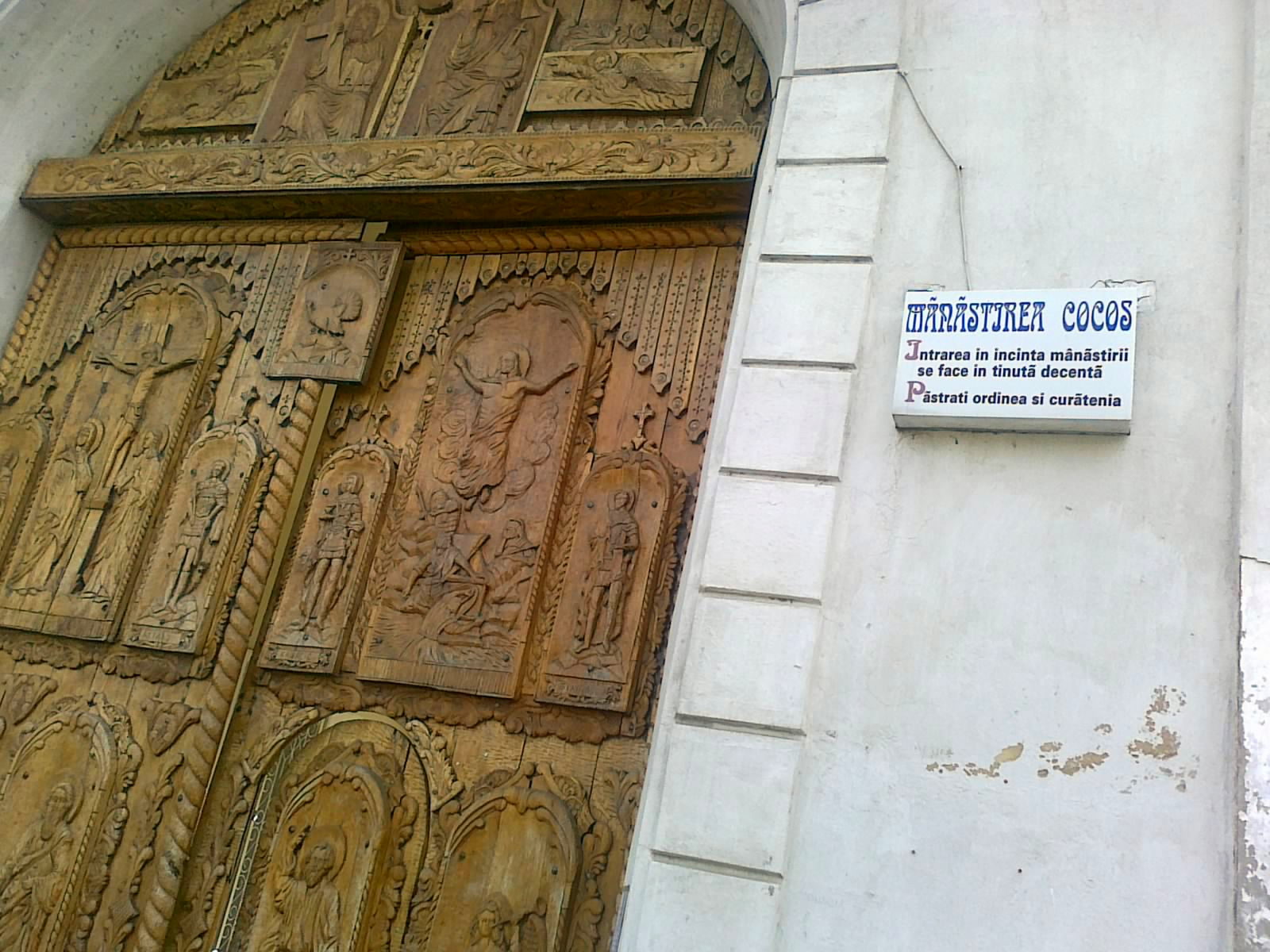
Poarta